# Yassine Morabite

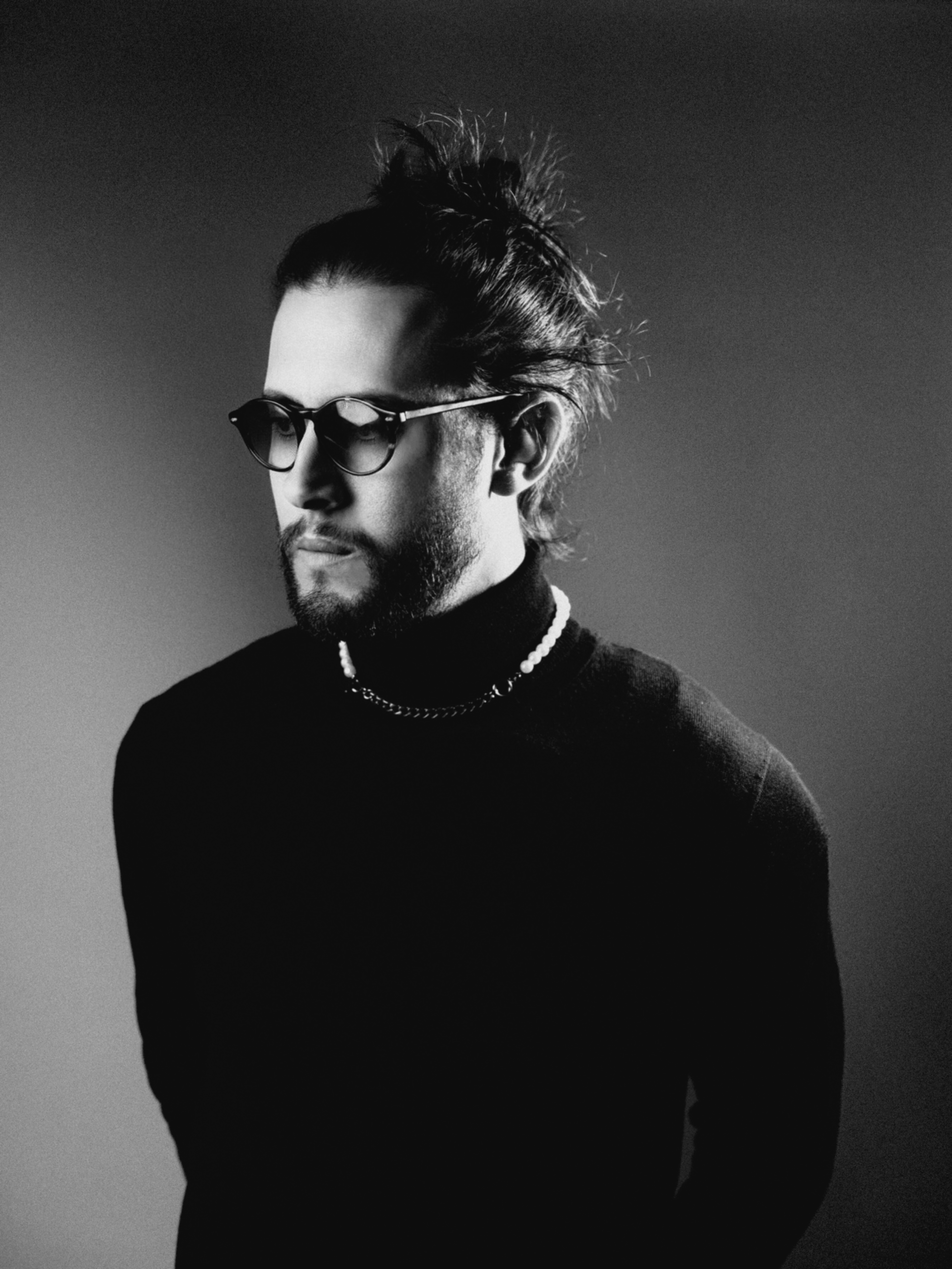
Yassine Morabite, 2022

Yassine Morabite (arabe : ياسين مرابط), né à Casablanca le 31 mai 1984, est un styliste et créateur marocain, également peintre et designer.

## Biographie
Fils d’un tailleur-couturier et d’une couturière, originaires de Chefchaouen, Yassine Morabite est le benjamin d’une fratrie de cinq enfants. Ses parents quittent leur village à Chefchaouen à la fin des années soixante, pour s’installer à Casablanca. Yassine Morabite s’initie tout d’abord à l’âge de 6 ans à la peinture puis, grâce à son père, il découvre le monde de la couture. Attiré par le processus du sur-mesure, il décide de fabriquer ses propres modèles dès l’âge de 10 ans, et vendait ses créations dans le souk de l’ancienne médina à Casablanca. En 2004 et en parallèle avec le mouvement Nayda, Yassine Morabite produit sa première collection de T-shirt décalés, dessinés à main, et commence à se faire connaitre du grand public.

## Style
Yassine Morabite trouve son inspiration principalement dans le patrimoine culturel et la mémoire collective du Maroc. 
Ses travaux sont une association du streetwear frappé de rappels de l’identité culturel de son pays,.

## Collections et expositions
Yassine Morabite expose pour la première fois en 2011 à Paris, dans le cadre d'un défilé de mode organisé par Galeries Lafayette. En 2014, il lance « Zaz Louz», une collection de T-shirts gravés de portraits des célébrités du showbiz, frappés d’une touche marocaine. En 2015, il réalise une capsule-hommage à l’enfance de la Generation Y au Maroc et dans le Monde arabe. Il reproduit, dans « Cartoon but Heroes », des personnages des dessins animés des années quatre-vingt et quatre-vingt-dix,. En 2016, Adidas fait appel à Yassine Morabite pour lancer une édition limitée customisée de Adidas Stan Smith, à l’occasion de l’ouverture du premier magasin Originals Concept Store au Maroc, au Morocco Mall à Casablanca,. Fin 2017, il signe « Amazigh Power » et « No Signal », deux capsules qui honorent la culture berbères dans toutes ses composantes et rappellent son apport à l’identité marocaine,.
En 2018, il pose, aux côtés de plusieurs célébrités marocaines, pour l’artiste marocain Hassan Hajjaj à l’occasion de son exposition « My Maroc Stars »,.
Début 2019, il collabore avec le rappeur marocain Don Bigg dans son clip Psycho Wrecking, une sortie qui annonce son comeback sur la scène musicale marocaine. Il signe dans la même période sa première collaboration télé avec la chaine française NRJ 12 et réalise, à Marrakech, le shooting du lancement de la 11e saison de l’émission Les Anges,. La même année, il devient ambassadeur Adidas au Moyen-Orient et en Afrique du Nord, et lance une nouvelle édition limitée de chaussures Stan Smith customisés. Il participe à cette occasion au Sole DXB, à Dubai. 
Début 2020, il présente sa dernière collection lors de la semaine de la mode à Oran .